# Veliká Ves, Chomutov
Veliká Ves là một làng thuộc huyện Chomutov, vùng Ústecký, Cộng hòa Séc.